# Irish Cup 1881-82
Irish Cup 1881–82 var den anden udgave af Irish Cup, og turneringen blev vundet af Queen's Island FC, som dermed vandt turneringen for første gang.
Finalen blev spillet den 13. maj 1882 på Ulster Ground i Ballynafeigh, Belfast og var et lokalopgør mellem to Belfast-klubber. Den blev vundet af Queen's Island FC, som besejrede Cliftonville FC med 2-1. Det var anden sæson i træk at Cliftonville FC tabte finalen. Queen's Island FC havde vundet sin semifinale mod Castlederg FC på walkover, mens der skulle bruges tre kampe for at afgøre den anden semifinale, hvor Cliftonville FC efter to uafgjorte kampe først i anden omkamp formåede at besejre Avoniel FC med 2-0.

## Udvalgte resultater

### Semifinaler
| Dato         | Kamp                              | Res. |
| ------------ | --------------------------------- | ---- |
|              | Cliftonville FC – Avoniel FC      | 1–1  |
|              | Queen's Island FC – Castlederg FC | w.o. |
| Omkamp       |                                   |      |
|              | Avoniel FC – Cliftonville FC      | 0–0  |
| Anden omkamp |                                   |      |
|              | Cliftonville FC – Avoniel FC      | 2–0  |

### Finale
| Dato  | Kamp                                | Res. | Spillested                           |
| ----- | ----------------------------------- | ---- | ------------------------------------ |
| 13.5. | Queen's Island FC – Cliftonville FC | 2–1  | Ulster Ground, Ballynafeigh, Belfast |